# Jacqueline Chambord
Jacqueline Chambord, née Jacqueline Weil le 19 février 1928 à La Havane (Cuba), est une actrice et photographe française.

## Biographie
Elle est active au théâtre de 1949 à 1953, puis au cinéma de 1954 à 1955.
Elle s'installe à New York en 1957, où elle devient photographe avant d'être engagée en 1973 par le French Institute Alliance Française (FIAF) dont elle devient l'un des piliers, responsable de la galerie et des programmes culturels.

## Théâtre
- 1949 : L'Amant de paille de Marc-Gilbert Sauvajon, tournées Alexandre (partenaire : Jean Dannet)
- 1952 : Les Indes galantes de Jean-Philippe Rameau, Opéra de Paris (récitante)
- 1960 : Henry V de William Shakespeare, New York Shakespeare Festival dirigé par Joseph Papp.

## Filmographie
- 1953 : Madame de... de Max Ophüls
- 1954 : Si Versailles m'était conté de Sacha Guitry : une dame de la Cour[3]
- 1954 : Les hommes ne pensent qu'à ça d’Yves Robert[4]
- 1954 : Madame du Barry de Christian-Jaque : une noble
- 1955 : Napoléon de Sacha Guitry : une merveilleuse
- 1955 : Marguerite de la nuit de Claude Autant-Lara : la chanteuse de l'Opéra
- 2003 : Resisting Parasise de Barbara Hammer : Germaine Crémieux (voix)